# San Clemente (titolo cardinalizio)
San Clemente (in latino: Titulus Sancti Clementis) è un titolo cardinalizio, menzionato per la prima volta da san Girolamo nella sua Vita di San Clemente. Secondo il catalogo di Pietro Mallio, composto sotto il pontificato di papa Alessandro III, esso era legato alla basilica di Santa Maria Maggiore, ed i suoi preti vi celebravano messa a turno. Il 28 febbraio 1550 papa Giulio III unì il titolo di San Clemente a quello di San Pancrazio fuori le mura, creando il titolo dei Santi Clemente e Pancrazio, ma, il 4 dicembre 1551, li separò nuovamente. Il titolo insiste sulla basilica di San Clemente al Laterano.
Dal 27 agosto 2022 il titolare è il cardinale Arrigo Miglio, arcivescovo emerito di Cagliari.

## Titolari
Si omettono i periodi di titolo vacante non superiori ai 2 anni o non storicamente accertati.
- Renato (492 - prima del 494)
- Pietro (494 - prima del 499)
- Urbico (499 - ?)
- Mercurio (prima del 532 - 532)
- Mercurio Joviano (o Giovane) (537 - ?)
- Specio (o Specioso) (590 - ?)
- Candido (590)
- Gregorio seniore (menzionato nel 721)[2]
- Gregorio iuniore (745 ? - ?)
- Gregorio (746 ? - ?)
- Sergio (853 - ?)
- Giovanni (993 - prima del 1012)
- Sebastiano (1012 - circa 1021)
- Roberto (1021 - circa 1029)
- Benedetto (1029 - prima del 1049)[3]
- Hugues Le Blanc, O.S.B., noto come Candido Bianco (1049 - 1061)
- Romano (1061 - 1063)
- Pietro Orsini (1070 - circa 1073)
- Raniero, C.R.L. (1073 - 1078)
- Gianroberto Capizucchi (1088- circa 1095)
- Anastasio seniore (circa 1095 - circa 1097)
- Raniero (o Rainaldo) (circa 1097 - circa 1101)
- Ascanio (o Arnaldo, o Renaldo) (1105- circa 1112)
- Anastasio iuniore (1112 - 1125)
- Luigi Lucidi (1120 ? - ?)
- Uberto Ratta (o Rossi Lanfranchi) (1125 - circa 1138)
- Lucio Boezio, O.S.B. (1138 - circa 1144)
- Bernard, Can. Reg. di S. Frediano (1145 - 1158)
  - Errico (1161), pseudocardinale dell'antipapa Vittore IV
  - Opizo (1167), pseudocardinale dell'antipapa Pasquale III
- Vernavero (o Vernaverius, o Verraverio) (1170 - circa 1178)
- Ugo Pierleoni (1178 - circa 1183)
- Pietro Orsini (1188)
- Giovanni da Viterbo (1189 - 1199)
- Guillaume de Ferrières (1294 - 1295)
- Giacomo Tomasi Caetani O.Min. (1295 - 1300)
- Bernard de Garves (1316 - 1328)
- Pierre Bertrand (20 dicembre 1331 - 23 giugno 1349 deceduto)
- Gil Álvarez de Albornoz, C.R.S.A. (17 dicembre 1350 - dicembre 1356 nominato cardinale vescovo di Sabina)
- Guillaume de la Jugée (o Jugie) (1368 - 1394)
- Pierre de la Jugée, O.S.B. (20 dicembre 1375 - 19 novembre 1376 deceduto)
- Gérard du Puy, O.S.B. (1377 - 1389), giurò obbedienza all'antipapa Clemente VII nel 1378
- Poncello Orsini (1378 - 1395)
  - Jaume de Prades i de Foix (1389-1391), pseudocardinale dell'antipapa Clemente VII
  - Tommaso Ammanati (novembre 1391 - 9 dicembre 1396 deceduto), pseudocardinale dell'antipapa Clemente VII
  - Berenguer de Anglesola (21 dicembre 1397 - 29 maggio 1406 nominato cardinale vescovo di Porto e Santa Rufina), pseudocardinale dell'antipapa Benedetto XIII
- Gabriele Condulmer (o Condulmaro, o Condulmerio), C.R.S.A. (9 maggio 1408 - 1426 nominato cardinale presbitero di Santa Maria in Trastevere)
- Branda Castiglioni (6 giugno 1411 - 14 marzo 1431 nominato cardinale vescovo di Porto e Santa Rufina)
  - Julián Lobera y Valtierra (22 maggio 1423 - 16 agosto 1429), pseudocardinale dell'antipapa Benedetto XIII
- Hugues de Lusignan (11 marzo 1431 - 20 aprile 1431 nominato cardinale vescovo di Palestrina)
- Francesco Condulmer (19 settembre 1431 - aprile 1445 nominato cardinale vescovo di Porto e Santa Rufina)
- Enrico Rampini de' Sant'Allosio (16 dicembre 1446 - 4 luglio 1450 deceduto)
  - Titolo vacante (1450 - 1456)
- Giovanni Castiglione (9 marzo 1457 - 14 aprile 1460 deceduto)
- Bartolomeo Roverella (30 gennaio 1462 - 2 maggio 1476 deceduto)
- Antonio Jacopo Venier (3 dicembre 1476 - 3 agosto 1479 deceduto)
- Domenico della Rovere (13 agosto 1479 - 22 aprile 1501 deceduto)
- Jaime Serra i Cau (28 giugno 1502 - 20 gennaio 1511 nominato cardinale vescovo di Albano)
- Francesco Argentino (17 marzo 1511 - 23 agosto 1511 deceduto)
  - Titolo vacante (1511 - 1517)
- Giulio de' Medici (26 giugno 1517 - 6 luglio 1517 nominato cardinale presbitero di San Lorenzo in Damaso)
- Luigi de' Rossi (6 luglio 1517 - 20 agosto 1519 deceduto)
- Domenico Giacobazzi (o Giacobacci, o Jacobatii) (20 agosto 1519 - 1527 deceduto)
- Andrea Matteo Palmieri (21 novembre 1527 - 20 gennaio 1537 deceduto)
- Girolamo Ghinucci (o Ginucci) (25 gennaio 1537 - 3 luglio 1541 deceduto)
- Gian Pietro Carafa (6 luglio 1541 - 24 settembre 1543 nominato cardinale presbitero di Santa Maria in Trastevere)
- Rodolfo Pio de Carpi (24 settembre 1543 - 17 ottobre 1544 nominato cardinale presbitero di Santa Maria in Trastevere)
- Pietro Bembo, O.S.Io.Hieros. (17 ottobre 1544 - 19 gennaio 1547 deceduto)
- Juan Álvarez y Alva de Toledo, O.P. (24 gennaio 1547 - 4 dicembre 1551 dimesso)
- Giovanni Battista Cicala (o Cicada) (4 dicembre 1551 - 30 aprile 1565 nominato cardinale presbitero pro illa vice di Sant'Agata alla Suburra)
- Giovanni Antonio Capizucchi (7 novembre 1565 - 28 gennaio 1569 deceduto)
- Luigi Cornaro (9 febbraio 1569 - 9 giugno 1570 nominato cardinale presbitero di San Marco)
- Giovanni Antonio Serbelloni (9 giugno 1570 - 3 luglio 1570 nominato cardinale presbitero pro illa vice di Sant'Angelo in Pescheria)
- Stanislao Osio (3 luglio 1570 - 9 luglio 1578 nominato cardinale presbitero di San Pietro in Vincoli)
- Giovanni Francesco Gambara (9 luglio 1578 - 17 agosto 1579 nominato cardinale presbitero di Santa Maria in Trastevere)
- Marco Sittico Altemps (17 agosto 1579 - 5 dicembre 1580 nominato cardinale presbitero di Santa Maria in Trastevere)
- Alfonso Gesualdo (5 dicembre 1580 - 4 marzo 1583 nominato cardinale vescovo di Albano)
- Prospero Santacroce (4 marzo 1583 - 2 marzo 1589 nominato cardinale vescovo di Albano)
- Vincenzo Laureo (2 marzo 1589 - 17 dicembre 1592 deceduto)
- Flaminio Piatti (15 marzo 1593 - 10 giugno 1596 nominato cardinale presbitero di Sant'Onofrio)
- Giovanni Francesco Biandrate di San Giorgio Aldobrandini (21 giugno 1596 - 16 luglio 1605 deceduto)
- Carlo Conti (17 agosto 1605 - 7 gennaio 1613 nominato cardinale presbitero di Santa Prisca)
- Jean de Bonsi (20 luglio 1615 - 3 marzo 1621 nominato cardinale presbitero di Sant'Eusebio)
- Desiderio Scaglia, O.P. (3 marzo 1621 - 9 febbraio 1626 nominato cardinale presbitero dei Santi XII Apostoli)
- Giovanni Domenico Spinola (9 febbraio 1626 - 30 aprile 1629 nominato cardinale presbitero di Santa Cecilia)
  - Titolo vacante (1629 - 1637)
- Marcantonio Franciotti (17 agosto 1637 - 19 dicembre 1639 nominato cardinale presbitero di Santa Maria della Pace)
  - Titolo vacante (1639 - 1642)
- Vincenzo Maculani, O.P. (10 febbraio 1642 - 16 febbraio 1667 deceduto)
- Innico Caracciolo (18 luglio 1667 - 30 gennaio 1685 deceduto)
  - Titolo vacante (1685 - 1690)
- Ferdinando d'Adda (10 aprile 1690 - 2 gennaio 1696 nominato cardinale presbitero di Santa Balbina)
- Tommaso Maria Ferrari, O.P. (2 gennaio 1696 - 20 agosto 1716 deceduto)
  - Titolo vacante (1716 - 1722)
- Annibale Albani (6 luglio 1722 - 24 luglio 1730); in commendam (24 luglio 1730 - 21 ottobre 1751 deceduto)
- Cosimo Imperiali (10 dicembre 1753 - 1759 dimesso)
- Giovanni Francesco Albani (12 febbraio 1759 - 21 luglio 1760 nominato cardinale vescovo di Sabina)
  - Titolo vacante (1760 - 1763)
- Carlo Rezzonico (24 gennaio 1763 - 14 dicembre 1772 nominato cardinale presbitero di San Marco)
- Francesco Carafa della Spina di Traetto (26 aprile 1773 - 15 settembre 1788 nominato cardinale presbitero di San Lorenzo in Lucina)
- Stefano Borgia (3 agosto 1789 - 23 novembre 1804 deceduto)
  - Titolo vacante (1804 - 1816)
- Benedetto Naro (8 marzo 1816 - 6 ottobre 1832 deceduto)
- Benedetto Cappelletti (2 luglio 1832 - 15 maggio 1834 deceduto)
- Francesco Canali (1º agosto 1834 - 11 aprile 1835 deceduto)
- Pietro Ostini (21 novembre 1836 - 3 aprile 1843 nominato cardinale vescovo di Sabina)
- Antonio Maria Cadolini, B. (22 giugno 1843 - 1º agosto 1851 deceduto)
- Domenico Lucciardi (18 marzo 1852 - 13 marzo 1864 deceduto)
- Henri-Marie-Gaston Boisnormand de Bonnechose (22 settembre 1864 - 28 ottobre 1883 deceduto)
- Guglielmo Sanfelice d'Acquavella, O.S.B. (27 marzo 1884 - 3 gennaio 1897 deceduto)
- Guillaume-Marie-Romain Sourrieu (24 marzo 1898 - 16 giugno 1899 deceduto)
- Gennaro Portanova (22 giugno 1899 - 25 aprile 1908 deceduto)
  - Titolo vacante (1908 - 1911)
- William Henry O'Connell (30 novembre 1911 - 22 aprile 1944 deceduto)
- John Joseph Glennon (22 febbraio 1946 - 9 marzo 1946 deceduto)
- Johannes de Jong (12 ottobre 1946 - 8 settembre 1955 deceduto)[4]
  - Titolo vacante (1955 - 1958)
- Amleto Giovanni Cicognani (18 dicembre 1958 - 23 maggio 1962 nominato cardinale vescovo di Frascati)
  - Titolo vacante (1962 - 1965)
- Lawrence Joseph Shehan (22 febbraio 1965 - 26 agosto 1984 deceduto)
- Adrianus Johannes Simonis (25 maggio 1985 - 2 settembre 2020 deceduto)
- Arrigo Miglio, dal 27 agosto 2022